# Limnophila adicia
Limnophila adicia är en tvåvingeart som beskrevs av Alexander 1964. Limnophila adicia ingår i släktet Limnophila och familjen småharkrankar. Inga underarter finns listade i Catalogue of Life.